# Liste der Biografien/Schneider, K
Liste der Biografien |
Portal Biografien |
K Personensuche
# |
A |
B |
C |
D |
E |
F |
G |
H |
I |
J |
K |
L |
M |
N |
O |
P |
Q |
R |
S |
T |
U |
V |
W |
X |
Y |
Z |
?
 
Sa |
Sb |
Sc |
Sd |
Se |
Sf |
Sg |
Sh |
Si |
Sj |
Sk |
Sl |
Sm |
Sn |
So |
Sp |
Sq |
Sr |
Ss |
St |
Su |
Sv |
Sw |
Sy |
Sz
 
Sca–Sce |
Sch |
Sci–Scz
 
Scha |
Schc |
Schd |
Sche |
Schg |
Schi |
Schj |
Schk |
Schl |
Schm |
Schn |
Scho |
Schp |
Schr |
Schs |
Scht |
Schu |
Schv |
Schw |
Schy
 
Schna |
Schne |
Schni |
Schno |
Schnu |
Schny
 
Schneb |
Schnec |
Schned |
Schnee |
Schneg |
Schneh |
Schnei |
Schnek |
Schnel |
Schnep |
Schner |
Schnet |
Schneu |
Schnew |
Schney |
Schnez
 
Schneib |
Schneic |
Schneid |
Schneie |
Schneik |
Schneis |
Schneit
 
Schneida |
Schneide |
Schneidh |
Schneidl |
Schneidm |
Schneidr |
Schneidt
 
Schneidem |
Schneiden |
Schneider |
Schneidew
 
Schneider, A |
Schneider, B |
Schneider, C |
Schneider, D |
Schneider, E |
Schneider, F |
Schneider, G |
Schneider, H |
Schneider, I |
Schneider, J |
Schneider, K |
Schneider, L |
Schneider, M |
Schneider, N |
Schneider, O |
Schneider, P |
Schneider, R |
Schneider, S |
Schneider, T |
Schneider, U |
Schneider, V |
Schneider, W |
Schneider, Y |
Schneiderb |
Schneidere |
Schneiderf |
Schneiderh |
Schneiderl |
Schneiderm |
Schneidero |
Schneiders |
Schneiderw
Die Liste der Biografien führt alle Personen auf, die in der deutschsprachigen Wikipedia einen Artikel haben. Dieses ist eine Teilliste mit 62 Einträgen von Personen, deren Namen mit den Buchstaben „Schneider, K“ beginnt.

## Schneider, K

### Schneider, Ka
- Schneider, Karin (1931–2019), deutsche Bibliothekarin und Handschriftenexpertin
- Schneider, Karl (1822–1882), deutscher Sänger der Stimmlage Tenor und Gesangspädagoge
- Schneider, Karl (1869–1940), deutscher Pazifist und Widerstandskämpfer gegen den Nationalsozialismus
- Schneider, Karl (1870–1941), deutscher Jurist und Richter
- Schneider, Karl (1873–1946), Bürgermeister und Abgeordneter
- Schneider, Karl (1886–1979), Schweizer Vermessungsingenieur
- Schneider, Karl (1887–1969), deutscher Verwaltungsjurist
- Schneider, Karl (1892–1945), deutscher Architekt und Stadtplaner
- Schneider, Karl (* 1895), deutscher Fußballspieler
- Schneider, Karl (* 1902), österreichischer Fußballspieler und -trainer
- Schneider, Karl (1909–2000), deutscher Politiker (FDP), MdL
- Schneider, Karl (1912–1998), deutscher Mediävist und Runologe
- Schneider, Karl (1916–1996), deutscher Filmarchitekt, Szenenbildner und Maler
- Schneider, Karl (1918–2003), österreichischer Kaufmann und Politiker (ÖVP), Landtagsabgeordneter
- Schneider, Karl (1926–2012), deutscher Politiker (CDU)
- Schneider, Karl (1928–1998), deutscher Theaterwissenschaftler, Regisseur und Intendant
- Schneider, Karl (1934–2020), deutscher Politiker (SPD), MdL
- Schneider, Karl (* 1942), deutscher Fußballspieler
- Schneider, Karl (* 1952), deutscher Politiker (CDU)Karl Schneider (* 1952)

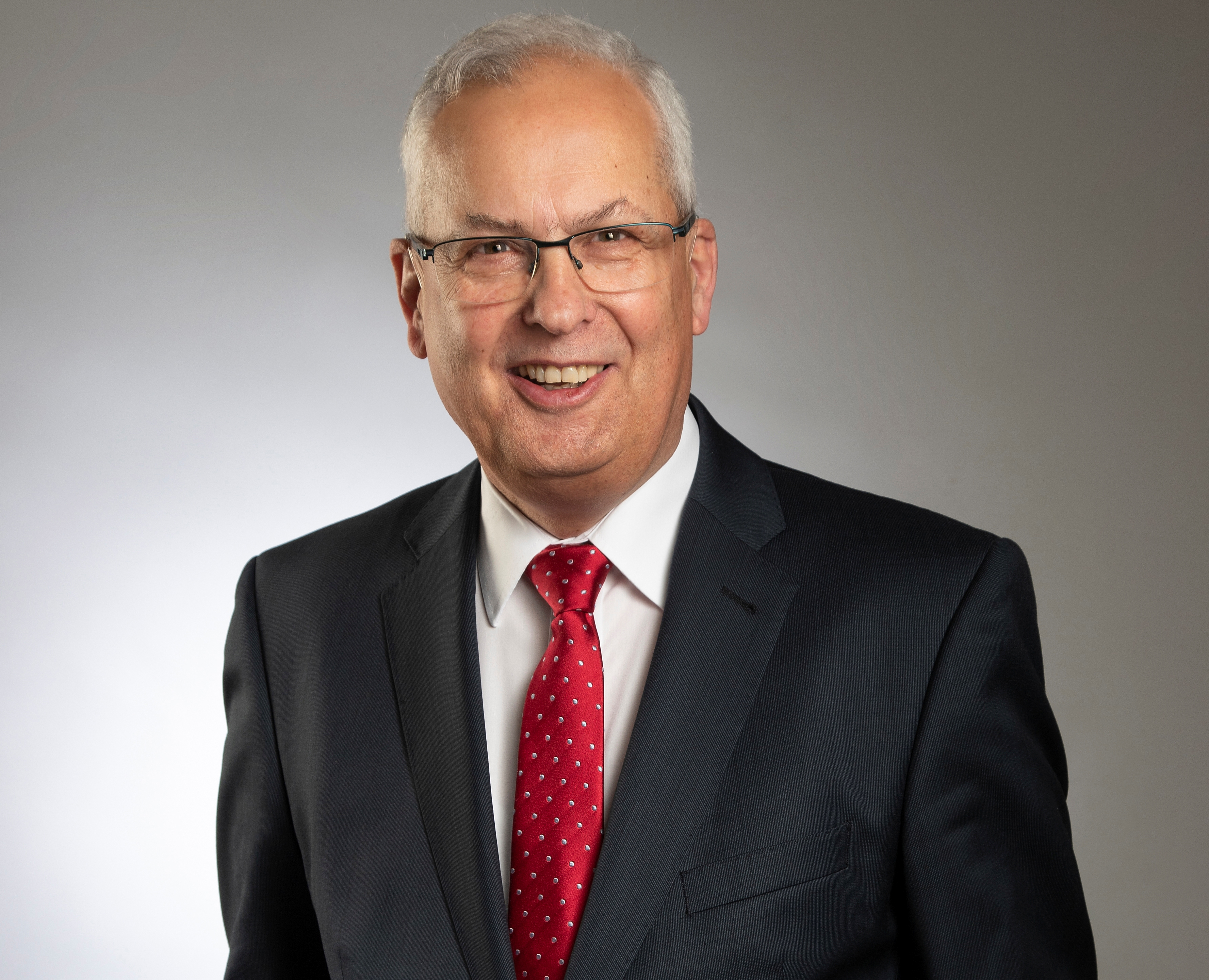
Karl Schneider (* 1952)

- Schneider, Karl Agnel (1766–1835), österreichisch-böhmischer Jurist und Schriftsteller
- Schneider, Karl August (1837–1911), deutscher Offizier, Bankier und Politiker (NLP), MdR
- Schneider, Karl August Wilhelm, preußischer Verwaltungsjurist und Landrat
- Schneider, Karl Camillo (1867–1943), deutsch-österreichischer Zoologe
- Schneider, Karl Ernst Christoph (1786–1856), deutscher Klassischer Philologe; Hochschullehrer in Breslau
- Schneider, Karl Friedrich (1905–1998), Schweizer Geigen- und Gitarrenbauer
- Schneider, Karl Heinz (1916–1971), deutscher Jurist, Richter am Bundesgerichtshof
- Schneider, Karl Heinz (1917–1991), deutscher Politiker (SPD), MdL
- Schneider, Karl Heinz (* 1953), deutscher Neuzeithistoriker
- Schneider, Karl Ludwig (1919–1981), deutscher Angehöriger der Weißen Rose, Redakteur, Hochschullehrer für Germanistik und Philologie
- Schneider, Karl Max (1887–1955), deutscher Zoodirektor und Geisteswissenschaftler
- Schneider, Karl Samuel (1801–1882), evangelischer Superintendent und Lehrer
- Schneider, Karla (* 1938), deutsche Schriftstellerin
- Schneider, Karsten (* 1956), deutscher Konteradmiral (Marine der Bundeswehr)
- Schneider, Karsten (* 1976), deutscher Rechtswissenschaftler
- Schneider, Katharina (* 1985), deutsche Tischtennisspielerin
- Schneider, Käthe (* 1963), deutsche Erziehungswissenschaftlerin
- Schneider, Kathrin (* 1962), deutsche Agraringenieurin und Politikerin (parteilos, SPD)Kathrin Schneider (* 1962)

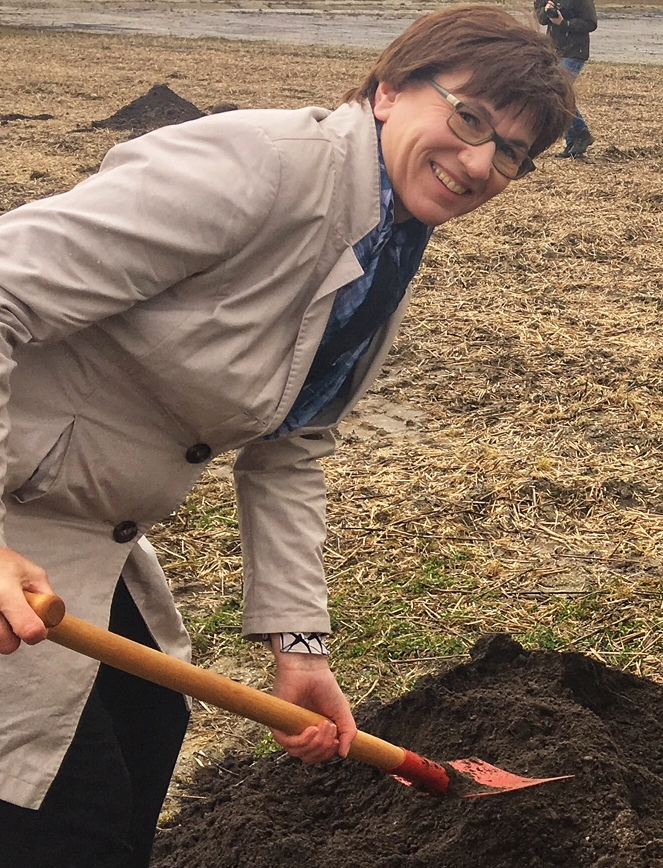
Kathrin Schneider (* 1962)

- Schneider, Katja (* 1953), deutsche Kunsthistorikerin
- Schneider, Katja (* 1963), deutsche Tanzhistorikerin und Theaterwissenschaftlerin
- Schneider, Katrin (* 1990), deutsche Handballspielerin und -trainerin

### Schneider, Ke
- Schneider, Kerstin (* 1965), deutsche Wirtschaftswissenschaftlerin
- Schneider, Kevin B., US-amerikanischer Offizier, General der US Air Force

### Schneider, Ki
- Schneider, Kim (* 2003), deutsche Fußballspielerin

### Schneider, Kj
- Schneider, Kjell (* 1976), deutscher Beachvolleyballnationalspieler

### Schneider, Kl
- Schneider, Klaus (1936–2021), deutscher Komponist, Jazzmusiker, Musikredakteur und Musikpädagoge
- Schneider, Klaus (* 1940), deutscher Jurist
- Schneider, Klaus (1942–1994), deutscher Psychologe und Hochschullehrer
- Schneider, Klaus (* 1950), deutscher Leichtathletiktrainer
- Schneider, Klaus (* 1951), deutscher Maler, Zeichner und Fotograf
- Schneider, Klaus (1952–2007), deutscher Maler
- Schneider, Klaus F. (* 1958), deutscher Schriftsteller
- Schneider, Klaus-Jürgen (1930–2015), deutscher Bauingenieur und Hochschullehrer

### Schneider, Ko
- Schneider, Konrad (* 1950), deutscher Archivar und Numismatiker
- Schneider, Konrad Viktor (1614–1680), deutscher Mediziner
- Schneider, Konstantin (* 1975), deutscher Ringer

### Schneider, Kr
- Schneider, Kristan (* 1981), österreichischer Mathematiker

### Schneider, Ku
- Schneider, Kurt (1885–1929), deutscher Fabrikant und Politiker, MdL
- Schneider, Kurt (1887–1967), deutscher Psychiater
- Schneider, Kurt (1900–1988), deutscher Marathonläufer
- Schneider, Kurt (1932–2023), österreichischer Radrennfahrer
- Schneider, Kurt (1961–1999), deutsches Opfer rechter Gewalt
- Schneider, Kurt Hugo (* 1988), amerikanischer Musiker, Sänger, Songwriter und FilmemacherKurt Hugo Schneider (* 1988)

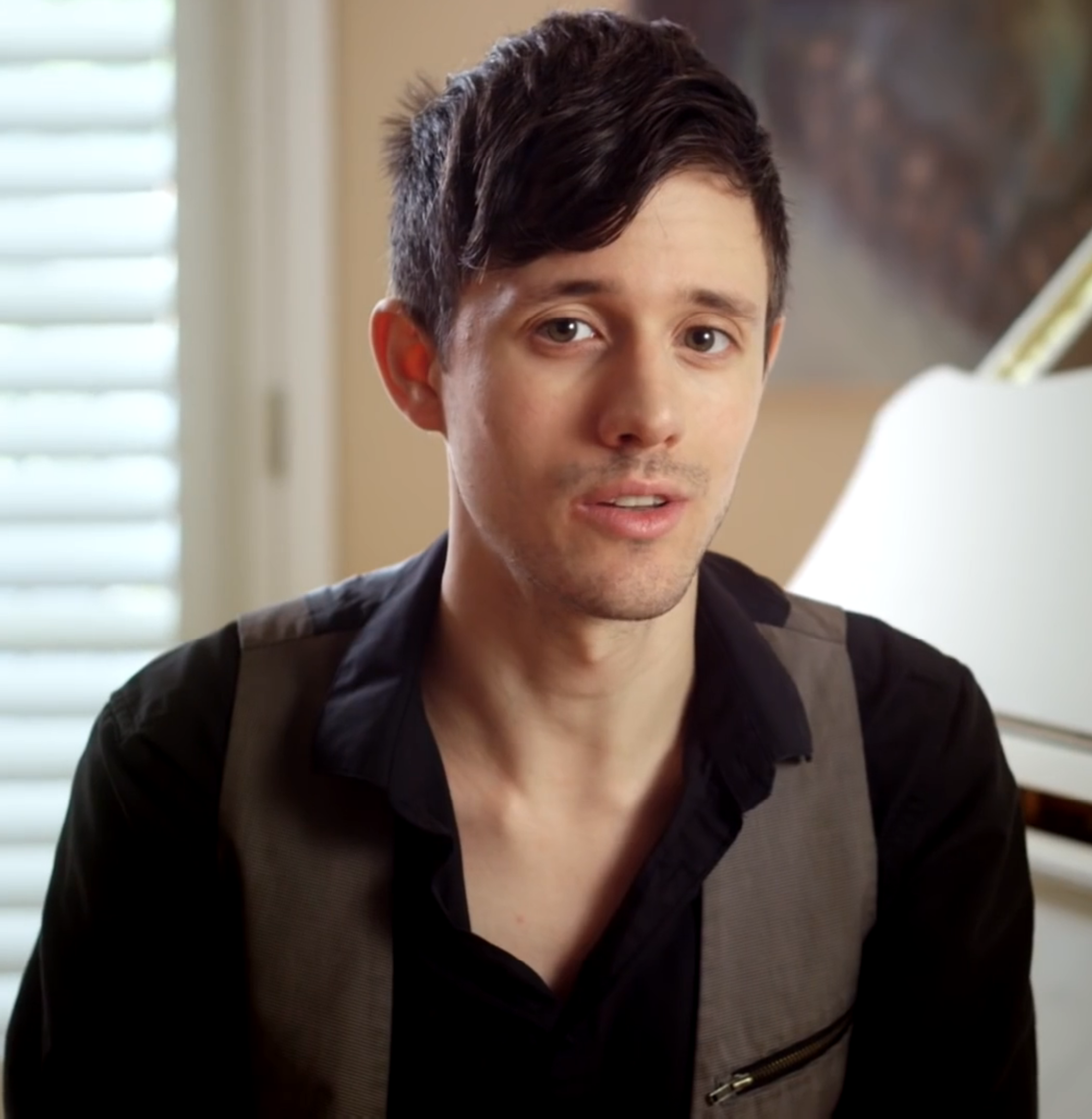
Kurt Hugo Schneider (* 1988)